# Latarnik surynamski
Latarnik surynamski, nocoświec (Fulgora lanternaria) – gatunek pluskwiaka z podrzędu fulgorokształtnych i rodziny Fulgoridae.

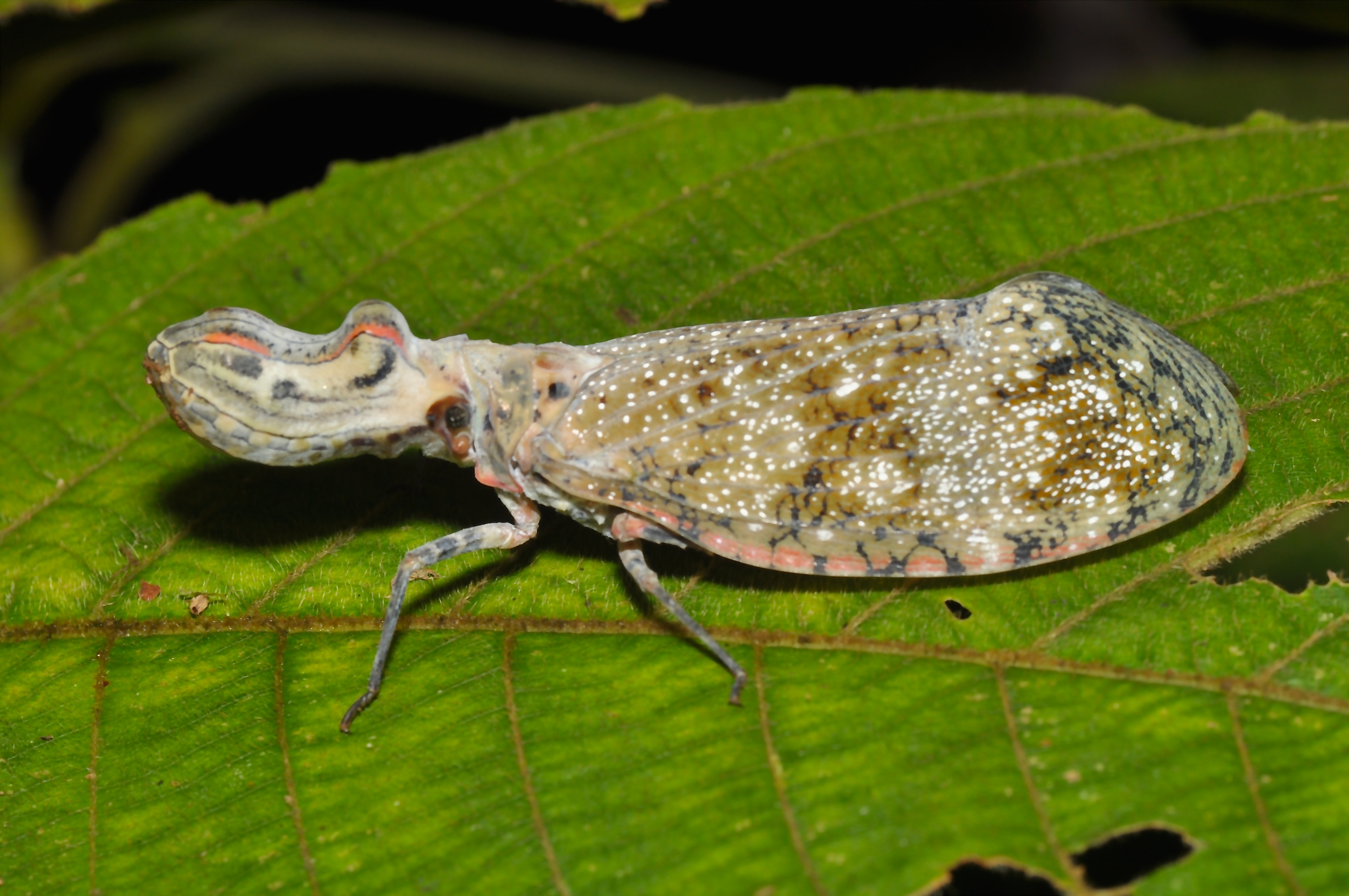
Osobnik w pozycji spoczynkowej

Pluskwiak ten osiąga do 10 cm długości ciała i do 15 cm rozpiętości skrzydeł. Ubarwiony jest żółtobrązowo z czarnym i białym nakrapianiem. Głowa zaopatrzona jest w duży wyrostek i swym kształtem przypomina łupinę fistaszka. Na głowie znajdują się plamy przypominające oczy, a ona cała w widoku od góry upodobniona jest do głowy kajmana. W wyrostku na głowie znajdują się puste przestrzenie i może on być wykorzystywany do wytwarzania dźwięków przez uderzanie o pień drzewa. Na tylnych skrzydłach znajdują żółte plamy w kształcie oczu, które po ich rozłożeniu pełnią funkcję odstraszającą.
Latarnik surynamski jest fitofagiem ssącym soki z łyka drzew z gatunku Hymenaea courbaril. Dzień spędza przesiadując na pniach drzew z głową uniesioną pod kątem względem podłoża. Aktywny zaczyna być o zmierzchu. Zapłodniona samica składa jaja na korze rośliny żywicielskiej, nakrywając je warstwą woskowatej substancji o funkcji ochronnej.
Owad neotropikalny, znany z Meksyku, Gwatemali, Belize, Salwadoru, Hondurasu, Nikaragui, Kostaryki, Panamy, Trynidadu i Tobago, Kolumbii, Gujany, Surinamu, Gujany Francuskiej, Brazylii, Ekwadoru, Peru i Boliwii. Zasiedla zarówno suche jak i wilgotne lasy, w tym lasy równikowe.
Dawniej wierzono, że wyrostek na głowie tego owada zdolny jest do wytwarzania nocą słabego światła, czemu zawdzięcza on swoje łacińskie, jak i polskie nazwy gatunkowe.